# Quarteto de Cordas da Cidade de São Paulo
O Quarteto de Cordas da Cidade de São Paulo é um quarteto de cordas existente na cidade de São Paulo. Sediado na Sala do Conservatório, é um corpo artístico ligado ao Theatro Municipal de São Paulo.

## História
Foi criado por iniciativa em Mário de Andrade em 1935 objetivando difundir a música de câmara e estimular compositores brasileiros a compor novo repertório para o gênero.
Inicialmente o grupo tinha o nome de Quarteto Haydn. Em 1944 passou a ser chamado de Quarteto de Cordas Municipal e somente em 1981 adotou o atual nome de Quarteto de Cordas da Cidade de São Paulo. Em 2013 o grupo ganhou uma sede própria, passando a ocupar a Sala do Conservatório, na Praça das Artes.
O grupo possui intensa atividade musical, atuando constantemente no Brasil e no exterior. Além de atuar em sua formação original, por vezes atua com músicos convidados e em apresentações com outros corpos artísticos do Theatro Municipal, como o Balé da Cidade de São Paulo e a Orquestra Sinfônica Municipal de São Paulo.
Sendo um grupo de grande reconhecimento, por sete oportunidades ganhou o prêmio de Melhor Conjunto Camerístico da Associação Paulista de Críticos de Arte (APCA) e por três vezes o Prêmio Carlos Gomes.
Atualmente é formado por Betina Stegmann e Nelson Rios (violinos), Marcelo Jaffé (viola) e Angelique Camargo (violoncelo).